# Municipio de Florence (condado de Hand)
El municipio de Florence (en inglés: Florence Township) es un municipio ubicado en el condado de Hand en el estado estadounidense de Dakota del Sur. En el año 2010 tenía una población de 17 habitantes y una densidad poblacional de 0,18 personas por km².

## Geografía
El municipio de Florence se encuentra ubicado en las coordenadas 44°41′9″N 99°0′19″O / 44.68583, -99.00528. Según la Oficina del Censo de los Estados Unidos, el municipio tiene una superficie total de 93.08 km², de la cual 93,04 km² corresponden a tierra firme y (0,04 %) 0,04 km² es agua.

## Demografía
Según el censo de 2010, había 17 personas residiendo en el municipio de Florence. La densidad de población era de 0,18 hab./km². De los 17 habitantes, el municipio de Florence estaba compuesto por el 100 % blancos. Del total de la población el 0 % eran hispanos o latinos de cualquier raza.